# Anoshazad

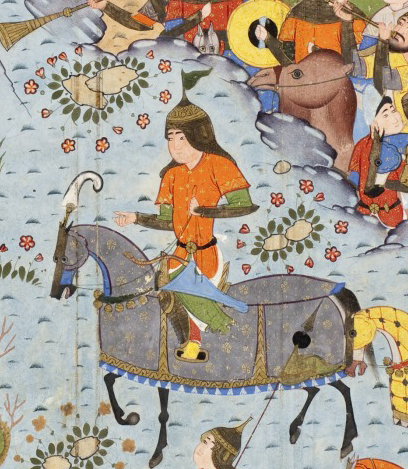
Afbeelding van Anoshazad in een zestiende-eeuwse uitgave van de Sjahnama

Anoshazad (Noshzad) was een Sassanidische prins uit de zesde eeuw die in opstand kwam tegen zijn vader Khusro I.

## Etymologie
Anoshazad is een naam uit het Middelperzisch en betekent "zoon van de onsterfelijke".

## Biografie
Volgens Ali Ibn al-Athir was de moeder van Anoshazad de dochter van een rechter uit Ray en nam Anoshazad de christelijke religie van zijn moeder aan. Zijn vader Khusro I zette hem vanwege deze beslissing gevangen in Gondesjapoer. Volgens Procopius zou hij vastgezet zijn vanwege het verleiden van een van de vrouwen van Khosrau. Tijdens de oorlog van Khosrau I tegen de Byzantijnen raakte hij ziek nabij Homs. Volgens Theodor Nöldeke zou Anoshazad vervolgens geruchten hebben verspreid dat de shah was overleden of een dodelijke ziekte had. Volgens Ferdowsi, die de Sjahnama schreef, brak Anoshazad vrij uit zijn paleis, waarin hij gevangen werd gehouden, en bevrijdde hij criminelen uit de gevangenis. De christenen in de stad, zowel priesters als bisschoppen, stonden hem bij. Hij verzamelde een leger bij Gondesjapoer en schreef ook een brief aan Justinianus I, de keizer in Constantinopel. Volgens Ferdoswi schreef de Byzantijnse keizer een brief aan Anoshazad, waarin hij hem als heer van Gondesjapoer erkende en als bondgenoot en co-religionist.
Anoshazad werd uitgeroepen tot mehtar (gouverneur) van Gondesjapoer en wist vervolgens Ahvaz te veroveren. Volgens Ferdowsi's Sjahnama telde het leger van Anoshazad 30.000 soldaten. Toen Ram-Borzin (Burzin), de vice-regent van Khusro in Ctesiphon hoorde over de opstand stuurde hij een leger naar het zuiden om de opstand de kop in te drukken. Khusro had de opdracht gegeven aan zijn vice-regent om Anoshazad indien mogelijk levend gevangen te nemen. De bronnen geven verschillende verhalen over hoe het met Anoshazad afliep. Volgens Procopius werd hij gevangen genomen en werden zijn oogleden verbrand. Op deze manier werd hij niet blind, maar was hij ook niet in staat om zijn vader te kunnen opvolgen. Nöldeke schrijft daarentegen dat Anoshazad wel degelijk verblind werd en dat het relaas van Procopius voortkomt uit een misverstand. Ferdowsi schrijft dan weer dat Anoshazad om het leven kwam tijdens de strijd.